# Shuleykin (cráter)
Shuleykin es un pequeño cráter de impacto lunar que se encuentra al sur del Mare Orientale, dentro del anillo que forman los Montes Rook. Se localiza justo en el límite de la cara oculta de la Luna, por lo que esta zona se divisa desde la Tierra durante los períodos de libración y de iluminación favorables, aunque el cráter solo se puede ver lateralmente.
|  |

Este cráter se formó después del impacto que originó el Mare Orientale. Tiene un borde circular de perfil afilado y paredes interiores que se inclinan hacia la pequeña plataforma central. No ha sido erosionado notablemente por impactos posteriores.